# Benji (danseur)
Pour les articles homonymes, voir Chaouat et Benji.
 (juin 2023).
La mise en forme du texte ne suit pas les recommandations de Wikipédia : il faut le « wikifier ».
Les points d'amélioration suivants sont les cas les plus fréquents. Le détail des points à revoir est peut-être précisé sur la page de discussion.
- Les titres sont pré-formatés par le logiciel. Ils ne sont ni en capitales, ni en gras.
- Le texte ne doit pas être écrit en capitales (les noms de famille non plus), ni en gras, ni en italique, ni en « petit »…
- Le gras n'est utilisé que pour surligner le titre de l'article dans l'introduction, une seule fois.
- L'italique est rarement utilisé : mots en langue étrangère, titres d'œuvres, noms de bateaux, etc.
- Les citations ne sont pas en italique mais en corps de texte normal. Elles sont entourées par des guillemets français : « et ».
- Les listes à puces sont à éviter, des paragraphes rédigés étant largement préférés. Les tableaux sont à réserver à la présentation de données structurées (résultats, etc.).
- Les appels de note de bas de page (petits chiffres en exposant, introduits par l'outil «  Source ») sont à placer entre la fin de phrase et le point final[comme ça].
- Les liens internes (vers d'autres articles de Wikipédia) sont à choisir avec parcimonie. Créez des liens vers des articles approfondissant le sujet. Les termes génériques sans rapport avec le sujet sont à éviter, ainsi que les répétitions de liens vers un même terme.
- Les liens externes sont à placer uniquement dans une section « Liens externes », à la fin de l'article. Ces liens sont à choisir avec parcimonie suivant les règles définies. Si un lien sert de source à l'article, son insertion dans le texte est à faire par les notes de bas de page.
- La présentation des références doit suivre les conventions bibliographiques. Il est recommandé d'utiliser les modèles {{Ouvrage}}, {{Chapitre}}, {{Article}}, {{Lien web}} et/ou {{Bibliographie}}. Le mode d'édition visuel peut mettre en forme automatiquement les références.
- Insérer une infobox (cadre d'informations à droite) n'est pas obligatoire pour parachever la mise en page.

Pour une aide détaillée, merci de consulter Aide:Wikification.
Si vous pensez que ces points ont été résolus, vous pouvez retirer ce bandeau et améliorer la mise en forme d'un autre article.
Benjamin Chaouat, dit Benji ou parfois Bboy Benji, est un danseur de hip-hop, breakdancer et acteur français, né le 23 février 1982 à Paris.

## Biographie

### Jeunesse
Né à Paris, Benji grandit dans le 20e arrondissement et découvre la danse en visionnant le clip de Benny B Vous êtes fous ! puis les films Breakin' et Beat Street, grands classiques de la culture hip hop. Dès l'âge de 7 ans, il commence à fréquenter les salles de danse grâce à Youval Ifergane, un danseur plus âgé qui le prend sous son aile. Quelques années plus tard, il teste ses passages sur la Place Carrée du Forum des Halles, lieu de rassemblement incontournable des danseurs hip hop.

### Carrière
En 1997, Benji rejoint le groupe Division Alpha avec qui il se produit au Théâtre du Gymnase et sur le plateau de l'émission Hit Machine. Peu à peu, le crew délaisse le milieu du spectacle pour se consacrer uniquement aux battles.
Il se fait connaître aux États-Unis après avoir remporté le World Bboy Battle à Londres, face aux Américains. Il intègre le groupe américain Rock Force Crew avec qui il s'entraîne, participe à des spectacles et remporte des battles internationaux.
En 2002, Benji est repéré lors d'un casting et décroche le rôle principal du film Le Défi,,, comédie musicale hip hop, réalisé par Blanca Li. Il y donne la réplique à une jeune danseuse, Sofia Boutella. Le film concourt, en 2004, au Festival du Film de Tribeca à New York.
Parallèlement, il continue de défier les plus grands et enchaîne les compétitions. Ses battles contre Crumbs et Junior en 2002 sont considérés comme deux des battles ayant marqué l'histoire du break,.
En 2004, il décide de mettre un terme à sa carrière de danseur et fait son comme-back huit ans plus tard.
En 2014, il participe en tant que juré à la saison 4 de l'émission Dance Street, présentée par Audrey Chauveau et Fred Musa, diffusée sur la chaîne France Ô. La même année, il lance une série de vidéos sur YouTube, The Flexible Warriors.
Depuis, il est invité à de nombreux évènements hip hop en qualité de juge (Next Urban Legend à Chypre, Blaze Master Jam à Athènes, Who iz who, Battle City Breakers à la Philharmonie de Paris, etc.).

### Style
Attaché au caractère originel de la culture hip hop, Benji s'est surtout illustré dans des battles underground.
Il est reconnu comme étant à l'origine d'un style de danse caractérisé par la flexibilité et la souplesse et axé principalement sur des jeux de jambes, combinés à des figures acrobatiques et des postures de yoga, : le Flexible Style.

## Palmarès
- 2000 :
  - Vainqueur du World Bboy Battle, avec Flubber, à Londres
  - Finaliste du Battle Pro Am, en solo, à Miami
- 2001 :
  - Vainqueur de la Coupe du Monde de Break, avec l'équipe de France, au Zénith de Paris
  - Vainqueur du Total Session, avec Reveal, à Grenoble
  - Vainqueur du Mighty 4, en solo, à San Diego
- 2002 : Vainqueur du Total Session 4, avec le Rock Force Crew, à Grenoble
- 2013 : Finaliste du Chelles Battle Pro (en) avec l'équipe Ici C'est Paris, à Chelles
- 2015 : Vainqueur du Warsaw Challenge, avec Rock Force Crew à Varsovie
- 2017 : Vainqueur de la Freestyle Session (en), édition 20th Anniversary : The Return of the Crew Battle, avec l'équipe Monster Bboys, à Los Angeles

## Filmographie
- 2001 : Flexible Fury de David Mauduit[réf. nécessaire]
- 2002 : Le Défi de Blanca Li : David
- Flexible Fury 2[Quand ?] de Paul Belêtre[réf. nécessaire]